# Suzan Lamens
Suzan Lamens (Berkel en Rodenrijs, 5 luglio 1999) è una tennista olandese.

## Carriera
Suzan Lamens ha vinto 6 titoli in singolare e 16 titoli in doppio nel circuito ITF in carriera. Il 3 marzo 2025 ha raggiunto il best ranking in singolare raggiungendo la 64ª posizione mondiale, mentre il 22 maggio 2023 ha raggiunto la 183ª posizione in doppio.
Nell'aprile 2024, Suzan ottiene la vittoria più importante della carriera sconfiggendo la numero 10 del mondo Jeļena Ostapenko, durante i turni a girone della Billie Jean King Cup nella zona Europa-Asia. Segue con la vittoria del primo titolo WTA 125 della carriera all'Oeiras Ladies Open, dove sconfigge nell'ultimo atto la danese Clara Tauson con il punteggio di 6-4, 5-7, 6-4.
Ottiene una vittoria nel torneo casalingo Rosmalen Open 2024, dove partecipa grazie ad una wildcard, sulla statunitense Bernarda Pera in tre set, mentre nel turno seguente viene eliminata dalla ex numero 1 del mondo Naomi Ōsaka. Raggiunge i primi quarti di finale WTA della carriera all'Hungarian Grand Prix 2024, sconfiggendo le francesi Varvara Gracheva e Carole Monnet, per poi soccombere dalla bielorussa Aljaksandra Sasnovič in tre set.
Fa il suo primo marchio nel circuito maggiore al Japan Women's Open Tennis 2024. Dopo aver superato le qualificazioni, elimina al primo turno la testa di serie numero 6 Viktorija Tomova, ottenendo la sua prima vittoria contro una giocatrice compresa nella top 50 del ranking. Nel secondo turno elimina Lucia Bronzetti e nel secondo quarto di finale della carriera sconfigge in una battaglia fra qualificate Ana Bogdan in rimonta. Nella prima semifinale della carriera, supera la settima forza del seeding Diane Parry e raggiunge la sua prima finale in carriera, dove è contrapposta alla qualificata Kimberly Birrell. Qui, sconfigge l'australiana con il punteggio di 6-0, 6-4 e vince il primo titolo WTA in carriera, risultato che le consente di fare il suo debutto nelle prime 100 della classifica, posizionandosi al numero 88 del ranking.

## Statistiche WTA

### Singolare

#### Vittorie (1)
| Legenda              |
| -------------------- |
| Grande Slam (0)      |
| Ori Olimpici (0)     |
| WTA Finals (0)       |
| WTA Elite Trophy (0) |
| Dal 2021             |
| WTA 1000 (0)         |
| WTA 500 (0)          |
| WTA 250 (1)          |

| N. | Data            | Torneo                    | Superficie | Avversaria in finale | Punteggio |
| 1. | 20 ottobre 2024 | Japan Women's Open, Osaka | Cemento    | Kimberly Birrell     | 6-0, 6-4  |

## Circuito WTA 125

### Singolare

#### Vittorie (1)
| N. | Data           | Torneo                     | Superficie  | Avversaria in finale | Punteggio     |
| 1. | 21 aprile 2024 | Oeiras Ladies Open, Oeiras | Terra rossa | Clara Tauson         | 6-4, 5-7, 6-4 |

## Statistiche ITF

### Singolare

#### Vittorie (6)
| Torneo $100.000 (0) |
| Torneo $80.000 (0)  |
| Torneo $75.000 (0)  |
| Torneo $60.000 (1)  |
| Torneo $50.000 (0)  |
| Torneo $40.000 (0)  |
| Torneo $25.000 (3)  |
| Torneo $15.000 (2)  |
| Torneo $10.000 (0)  |

| N. | Data           | Torneo                                 | Superficie  | Avversaria in finale | Punteggio |
| 1. | 30 giugno 2019 | ITF World Tennis Tour Alkmaar, Alkmaar | Terra rossa | Marina Yudanov       | 7-5, 6-2  |
| 2. | 21 luglio 2019 | Merko Estonian Open, Pärnu             | Terra rossa | Elena Malõgina       | 6-4, 6-0  |
| 3. | 18 luglio 2021 | Telavi Open, Telavi                    | Terra rossa | Joanne Züger         | 7-5, 6-2  |
| 4. | 27 marzo 2022  | Dove Men Care, Medellín                | Terra rossa | Ylena In-Albon       | 6-4, 6-2  |
| 5. | 26 agosto 2023 | Malmo Women's, Malmö                   | Terra rossa | Ayla Aksu            | 6–1, 6–4  |
| 6. | 10 marzo 2024  | Empire Women's Indoor, Trnava          | Cemento (i) | Céline Naef          | 6-2, 6-2  |

#### Sconfitte (6)
| Torneo $100.000 (0) |
| Torneo $80.000 (0)  |
| Torneo $75.000 (0)  |
| Torneo $60.000 (0)  |
| Torneo $50.000 (0)  |
| Torneo $40.000 (0)  |
| Torneo $25.000 (3)  |
| Torneo $15.000 (2)  |
| Torneo $10.000 (1)  |

| N. | Data              | Torneo                                  | Superficie  | Avversaria in finale | Punteggio     |
| 1. | 11 settembre 2016 | TEAN International, Alphen aan den Rijn | Terra rossa | Chayenne Ewijk       | 5-7, 5-7      |
| 2. | 7 febbraio 2021   | Movistar World Tennis Tour, Manacor     | Cemento     | Oksana Selechmet'eva | 3-6, 2-6      |
| 3. | 28 marzo 2021     | Magic Tours, Monastir                   | Cemento     | Anastasia Kulikova   | 4-6, 6-2, 3-6 |
| 4. | 3 ottobre 2021    | Tuks International, Pretoria            | Cemento     | Zoë Kruger           | 6-3, 4-6, 4-6 |
| 5. | 13 marzo 2022     | Salinas Copa Teleconet, Salinas         | Cemento     | Bárbara Gatica       | 4-6, 6(2)-7   |
| 6. | 2 aprile 2023     | Sopo Women's, Sopó                      | Terra rossa | Séléna Janicijevic   | 4-6, 7-5, 4-6 |

### Doppio

#### Vittorie (16)
| Torneo $100.000 (0) |
| Torneo $80.000 (0)  |
| Torneo $75.000 (0)  |
| Torneo $60.000 (1)  |
| Torneo $50.000 (0)  |
| Torneo $40.000 (0)  |
| Torneo $25.000 (4)  |
| Torneo $15.000 (8)  |
| Torneo $10.000 (3)  |

| N.  | Data              | Torneo                                              | Superficie  | Compagna             | Avversarie in finale                 | Punteggio         |
| 1.  | 10 settembre 2016 | TEAN International, Alphen aan den Rijn             | Terra rossa | Nina Kruijer         | Chayenne Ewijk Rosalie van der Hoek  | 6–0, 3–6, [10–5]  |
| 2.  | 29 ottobre 2016   | Hellenic Zeus ITF Pro Circuit, Heraklion            | Cemento     | Nina Kruijer         | Mira Antonitsch Phillis Vanenburg    | 6–4, 4–6, [12–10] |
| 3.  | 5 novembre 2016   | Hellenic Zeus ITF Pro Circuit, Heraklion            | Cemento     | Nina Kruijer         | Steffi Distelmans Vlada Katic        | 6–2, 4–6, [10–8]  |
| 4.  | 14 ottobre 2017   | Jolie Ville Golf Women's, Sharm el-Sheikh           | Cemento     | Nina Kruijer         | Barbara Bonić Nastja Kolar           | 6-2, 6-4          |
| 5.  | 25 agosto 2018    | Rotterdam Open, Rotterdam                           | Terra rossa | Svjatlana Piraženka  | Dewi Dijkman Isabelle Haverlag       | 6–3, 4–6, [10–5]  |
| 6.  | 1º settembre 2018 | Future Haren, Haren                                 | Terra rossa | Arianne Hartono      | Yukina Saigo Dominique Karregat      | 6–1, 6–7, [10–4]  |
| 7.  | 1º giugno 2019    | Montemor Ladies Open, Montemor-o-Novo               | Terra rossa | Anna Prib'lova       | Maria Ines Fonte Francisca Jorge     | 6–2, 2–6, [10–7]  |
| 8.  | 31 agosto 2019    | Vista Prague Open, Praga                            | Terra rossa | Marina Mel'nikova    | Katarzyna Piter Anastasija Šošjna    | 6-2, 5-7, [10-8]  |
| 9.  | 9 novembre 2019   | PAF Open, Pärnu                                     | Cemento (i) | Anastasija Prib'lova | Iveta Daujotaitė Patrīcija Špaka     | 6-1, 6-2          |
| 10. | 1º febbraio 2020  | Movistar World Tennis Tour, Manacor                 | Cemento     | Nina Stadler         | Marija Marfutina Camilla Rosatello   | 4-6, 6-1, [10-6]  |
| 11. | 29 agosto 2020    | ITF World Tennis Tour Alkmaar, Alkmaar              | Terra rossa | Marine Partaud       | Eva Vedder Stéphanie Visscher        | 7-5, 7-6(3)       |
| 12. | 7 novembre 2020   | Internazionali Tennis Val Gardena Südtirol, Ortisei | Cemento (i) | Kimberley Zimmermann | Federica Di Sarra Anastasia Kulikova | 3–6, 6–4, [11–9]  |
| 13. | 24 aprile 2021    | Oeiras Ladies Open, Oeiras                          | Terra rossa | Marina Mel'nikova    | Natela Dzalamidze Sof'ja Lansere     | 6-3, 6-1          |
| 14. | 10 luglio 2021    | Amstelveen Women's Open, Amstelveen                 | Terra rossa | Quirine Lemoine      | Amina Anšba Anastasia Dețiuc         | 6-4, 6-3          |
| 15. | 5 novembre 2022   | PAF Open, Haabneeme                                 | Cemento (i) | Malene Helgø         | Dalila Jakupovič Arantxa Rus         | 6-2, 6-1          |
| 16. | 25 agosto 2023    | Malmo Women's, Malmö                                | Terra rossa | Lexie Stevens        | Jacqueline Cabaj Awad Lisa Zaar      | 6–4, 6–1          |

#### Sconfitte (14)
| Torneo $100.000 (1) |
| Torneo $80.000 (0)  |
| Torneo $75.000 (0)  |
| Torneo $60.000 (2)  |
| Torneo $50.000 (0)  |
| Torneo $40.000 (1)  |
| Torneo $25.000 (4)  |
| Torneo $15.000 (6)  |
| Torneo $10.000 (0)  |

| N.  | Data              | Torneo                                                    | Superficie      | Compagna                 | Avversarie in finale                       | Punteggio           |
| 1.  | 16 settembre 2017 | GD Tennis Cup, Adalia                                     | Terra rossa     | Erika Vogelsang          | Lara Escauriza Bárbara Gatica              | 5-7, 4-6            |
| 2.  | 17 marzo 2018     | Internationaux de Gonesse, Gonesse                        | Terra rossa (i) | Luna Meers               | Lara Salden Camille Sireix                 | 6(5)-7, 6–2, [9–11] |
| 3.  | 19 maggio 2018    | Tennis Organisation Cup, Adalia                           | Terra rossa     | Arina Gabriela Vasilescu | Haruna Arakawa Magdaléna Pantůčková        | 5–7, 6(3)-7         |
| 4.  | 10 novembre 2018  | PTT ITF Women's Circuit, Nonthaburi                       | Cemento         | Nina Stadler             | Chompoothip Jundakate Tamachan Momkoonthod | 3-6, 4-6            |
| 5.  | 27 luglio 2019    | Sandefjord Open, Sandefjord                               | Terra rossa     | Annick Melgers           | Astrid Wanja Brune Olsen Malene Helgø      | 3-6, 3-6            |
| 6.  | 10 agosto 2019    | Flanders Ladies Trophy Koksijde, Koksijde                 | Terra rossa     | Anna Prib'lova           | Lara Salden Kimberley Zimmermann           | 1-6, 7-6(3), [9-11] |
| 7.  | 16 novembre 2019  | Pavlov Cup, Minsk                                         | Cemento (i)     | Anastasija Prib'lova     | Viktorija Kan Anna Morgina                 | 6(3)-7, 6(4)-7      |
| 8.  | 21 novembre 2020  | Open Gran Canaria Nosolotenis, Las Palmas de Gran Canaria | Terra rossa     | Eva Vedder               | Lara Salden Kimberley Zimmermann           | 1-6, 3-6            |
| 9.  | 6 marzo 2021      | Magic Tours, Monastir                                     | Cemento         | Jacqueline Cabaj Awad    | Merel Hoedt Eliessa Vanlangendonck         | 2–6, 6–2, [5–10]    |
| 10. | 10 settembre 2022 | Santarém Magnesium K Active Ladies Open, Santarém         | Cemento         | Anastasija Tichonova     | Mai Hontama Maddison Inglis                | 0-6, 4-6            |
| 11. | 15 ottobre 2022   | Open Feu Aziz Zouhir, Monastir                            | Cemento         | Isabelle Haverlag        | Priska Madelyn Nugroho Wei Sijia           | 3-6, 2-6            |
| 12. | 4 febbraio 2023   | CMDX Open, Città del Messico                              | Cemento         | Darja Semeņistaja        | Berfu Cengiz Sofia Sewing                  | 1-6, 6-1, [10-12]   |
| 13. | 22 aprile 2023    | Koper Open, Capodistria                                   | Terra rossa     | Kaylah McPhee            | Irina Bara Andreea Mitu                    | 2–6, 3–6            |
| 14. | 13 maggio 2023    | Empire Tennis Academy Open, Trnava                        | Terra rossa     | Estelle Cascino          | Amina Anšba Anastasia Dețiuc               | 3-6, 6-4, [4-10]    |

## Vittorie contro giocatrici Top 10
| Stagione | 2024 | Totale |
| -------- | ---- | ------ |
| Vittorie | 1    | 1      |

| #    | Giocatrice       | Ranking | Evento                       | Superficie  | Turno | Punteggio   | Rank. SLR |
| ---- | ---------------- | ------- | ---------------------------- | ----------- | ----- | ----------- | --------- |
| 2024 |                  |         |                              |             |       |             |           |
| 1.   | Jeļena Ostapenko | 10      | Billie Jean King Cup, Oeiras | Terra rossa | Z-EA  | 7-6(7), 6-4 | 164       |